# 潘守廉
潘守廉（1845年—1939年），字潔泉，號對鳧居士。山東省濟寧直隸州人。清末官員，學者。
光绪十五年（1889年）进士，同年五月，著交吏部掣签，分发各省以知县即用。曾任河南南陽知縣、鄧州知府。光绪二十五年，任南陽縣令時主持《南阳县志》编修。有子潘復。